# Growing Pains
Growing Pains — седьмой альбом норвежской певицы Марии Мены. Был анонсирован 27 октября 2015 года одновременно с первым синглом «I Don't Wanna See You with Her», который вышел 6 ноября.

## Список композиций
1. Good God (3:18)
2. The Baby (4:16)
3. Leaving You (4:18)
4. I Don’t Wanna See You with Her (3:49)
5. Good and Bad (4:01)
6. Not Sober (3:39)
7. Confess ! (3:15)
8. Where I Come From (2:57)
9. Bend till I Break (2:57)
10. You Deserve Better (4:11)
11. Growing Pains (4:00)